# تارلا
تارلا (انگلیسی: Tarla) یا با نام دقیقتر تَرلا، فیلم هندی زندگی‌نامه‌ای هندی-زبان است که در سال ۲۰۲۳ به نمایش درآمد، موضوع فیلم در ارتباط با زندگی تَرلا دلال، سرآشپز هندی و نویسنده کتاب آشپزی است. بازیگر محوری فیلم هما قریشی می‌باشد. کارگردان فیلم پیوش گوپتا بود و تهیه کنندگی آن را رونی اسکروالا، آشوینی آیر تیواری و نیتش تیواری بر عهده داشتند. این فیلم از طریق زی‌۵ به نمایش درآمد.